# Cidade Patriarca
Cidade Patriarca é um bairro no distrito de Vila Matilde, na cidade de São Paulo.
O bairro possui uma estação de metrô, Patriarca-Vila Ré, da Linha 3-Vermelha, localizada na Avenida Antonio Estêvão de Carvalho, conhecida como Radial Leste.
É um dos poucos que foram construídos de forma planejada, com ruas largas e praças. Foi planejado e idealizado por Antônio Estêvão de Carvalho, seguindo os mesmos padrões de bairros ricos como os Jardins. É um bairro em constante desenvolvimento voltado para a classe média e ainda mantém características de quando foi projetado.
Por causa dessa grande quantidade de praças, é um dos bairros mais arborizados do município. O bairro aniversaria no dia 7 de setembro, quando são feitas comemorações nestas mesmas praças locais pelos moradores da região.

## História

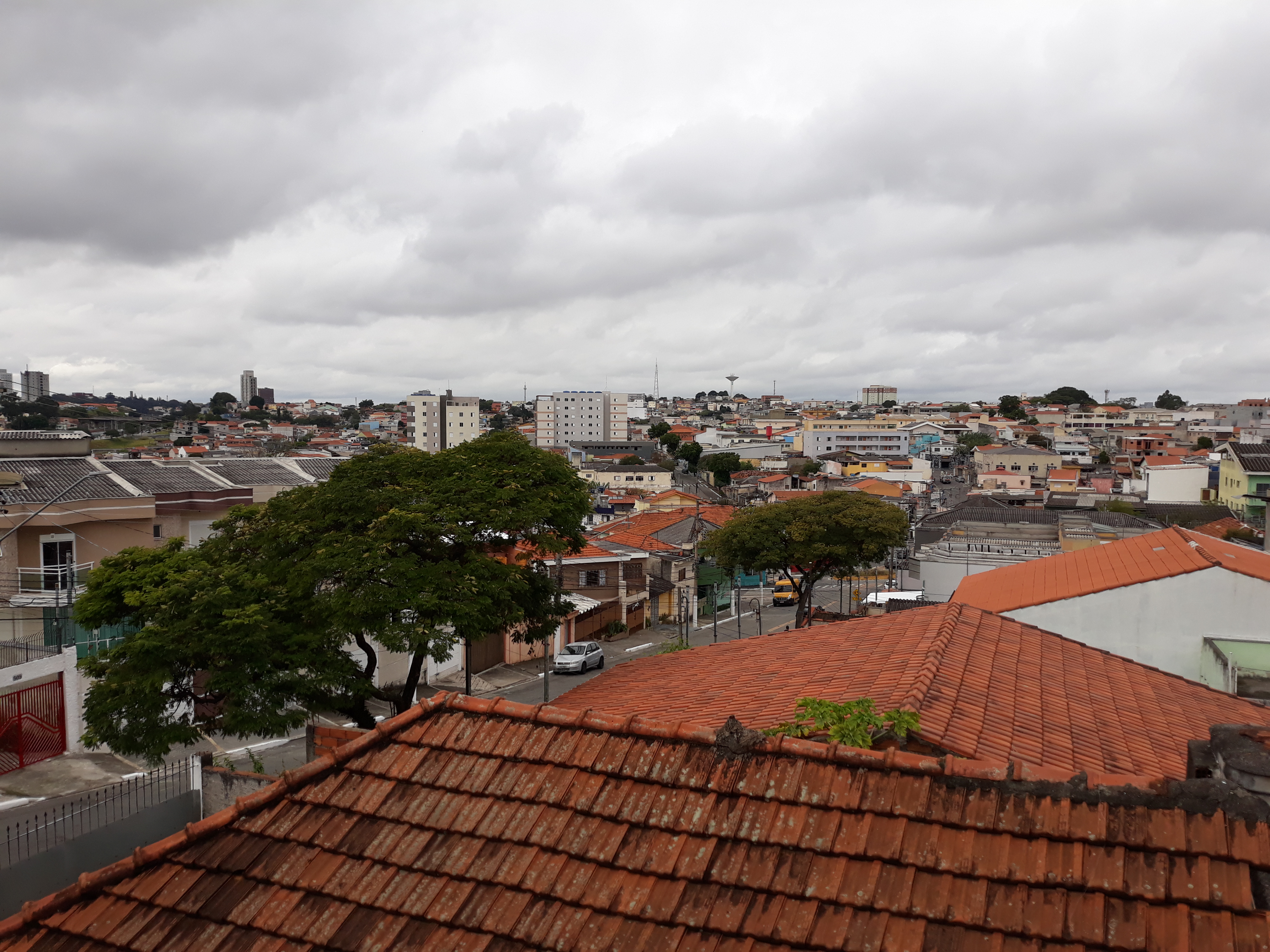
Vista do bairro na altura da Rua Caicó

O bairro pertencia ao antigo sítio Nhocuné, fazenda que açambarcava o que hoje é a Vila Nhocuné, a Vila Guilhermina e parte de bairros adjacentes.
Até 1903 pertenceu ao sr. Luiz de Oliveira Lins de Vasconcelos.